# Piz Zuort
De Piz Zuort is een 3119 meter hoge berg in de Sesvennagroep in het Zwitserse kanton Graubünden. De berg ligt op de kam tussen twee dalen, het Val Zuort in het noordoosten en het Val Plavna in het westen. Onder de top van de berg, in het Val Zuort, ligt nog een kleine gletsjer, de Vadret da Zuort. De berg is bij tourskiërs populair vanwege het mooie uitzicht en de gelijkmatige, steile helling.